# Phil Dunphy
Philip Humphrey "Phil" Dunphy (Florida, 3 april 1969) is een personage uit de sitcom Modern Family dat vertolkt wordt door Ty Burrell.

## Biografie
Phil is Claires man die zichzelf ziet als de "coole vader".  Hij is erg competitief, een voorbeeld hiervan is dat hij altijd wil winnen van zijn zoon Luke bij het basketballen. Phil doet vaak kinderachtig, en wordt daardoor door Claire "het kind waarmee ze getrouwd is" genoemd. Voor de opvoeding van zijn kinderen hanteert hij de methode van het peerenting, een combinatie van praten als een gelijke ("peer" in het Engels) en het gedragen als een ouder ("parent" in het Engels).
Phil is een vastgoedmakelaar die sterk in zichzelf gelooft, zo zei hij eens "Ik zou een bondjas kunnen verkopen aan een Eskimo." Phil lijdt aan een angst voor clowns. Dit wordt voor het eerst duidelijk wanneer, ondanks dat Mitchell dit niet wilde, Cameron als clown naar Lukes feestje kwam. Deze angst kan te maken hebben met het feit dat Phil als kind een dode clown heeft gevonden in het bos. Phil houdt van huishoudelijke klusjes, maar toch lukt het hem nooit om de klusjes die Claire hem vraagt te doen af te werken. Doorheen de serie wordt één bepaald probleem steeds opnieuw aangehaald: het repareren van een trede van hun trap. Hierbij roept hij regelmatig "Moet die trede repareren!" wanneer hij over de kapotte trede valt. Phil laat soms uitschijnen dat hij een crush heeft op Gloria. Dit werd alleen maar duidelijker toen Gloria hem kuste op de kiss cam van een basketbalwedstrijd. Regelmatig kijkt hij ook subtiel naar haar, bijvoorbeeld als ze aan haar zwembad ligt te zonnen. Op de universiteit, meer bepaald op de California State University, was Phil een cheerleader.
Phil beseft vaak de gevolgen van zijn uitspraken niet, zo zei hij bijvoorbeeld "Phil Dunphy is geen straight guy" (waarmee hij "straight man" bedoelt, in plaatst van zijn geaardheid) of "Ben je niet white, dan ben je niet right" (waarmee hij de kleur van zijn team bedoelde in plaats van huidskleur). Phil hoopt altijd dat zijn schoonvader, Jay, hem aanvaardt. Hij weet dat Jay dit bij praktisch niemand eerder deed en streeft hier dan ook extreem hard naar. Hierbij refereert hij soms naar het feit dat hij Jays draadloze printer liet werken.
Wanneer de meeste mensen zouden vloeken, gebruikt Phil uitspraken als "Zoete frietjes!" of "Kip in een mand!", etc. Ook maakt hij soms een historische referentie, zoals "John Philip Sousa!". Hij neemt zijn telefoon op op een nogal originele manier, zoals bijvoorbeeld: "Wat is de ring boven het hoofd van een engel? Helo!". Soms kruipt hij in de huid van zijn alterego Clive Bixby. Zijn favoriete film is Dirty Dancing.

## Ontvangst
Ty Burrell ontving veel positieve reacties op zijn rol. Hank Stuever van de Washington Post schreef: "A standout performance from Ty Burrell's new twist on the doofus-dad stereotype." Paige Wiser, een journalist van de Chicago Sun Times schreef: "Ty Burrell is a genius as a dad who stays hip by keeping up with the numbers from High School Musical." Robert Canning van IGN schreef over een bepaald seizoen: "actor Ty Burrell owned this part, and his well-intended faux pas throughout the season were stellar."

## Buiten de serie
Op 4 mei 2016 verscheen Phil in de eerste reclamefilmpjes voor de National Association of Realtors, waarin hij vertelt over zijn Phil's-osophies. Sean McBride van Arnold Worldwide zegt dat Phil alle eigenschappen van een vastgoedmakelaar bevat: eerlijk, behulpzaam en oprecht.
Bedenkers: Steven Levitan · Christopher Lloyd 

Hoofdpersonages: Jay Pritchett (Ed O'Neill) · Gloria Delgado-Pritchett (Sofía Vergara) · Claire Dunphy (Julie Bowen) · Phil Dunphy (Ty Burrell) · Mitchell Pritchett (Jesse Tyler Ferguson) · Cameron Tucker (Eric Stonestreet) · Luke Dunphy (Nolan Gould) · Haley Dunphy (Sarah Hyland) · Manny Delgado (Rico Rodriguez II) · Alex Dunphy (Ariel Winter) · Lily Tucker-Pritchett (Aubrey Anderson-Emmons) · Joe Pritchett (Jeremy Maguire)

Voornaamste nevenpersonages: Dylan Marshall (Reid Ewing) · Andy Bailey (Adam DeVine) · Pameron Tucker (Dana Powell)  · Ben (Joe Mande) · Frank Dunphy (Fred Willard) · Pepper Saltzman (Nathan Lane) · Ronaldo (Christian Barillas) · Stella (Brigitte the Dog) · Larry (Frosty the Cat)